# Cedar Grove (Wisconsin)
Cedar Grove è un comune degli Stati Uniti, situato in Wisconsin, nella Contea di Sheboygan.